# Exidy Sorcerer
L'Exidy Sorcerer, prodotto da Exidy nel 1978, è stato uno dei primi home computer commercializzati. Il computer è composto da una tastiera integrata in un contenitore al cui interno trova alloggio la scheda elettronica, comprendente la CPU Zilog Z80, 8 kB di memoria RAM (espandibile) e 8 kB di ROM, su cui è presente un monitor, un programma che permette di caricare e salvare programmi in assembly. Lateralmente una porta di espansione permette l'utilizzo di programmi salvati su cartucce denominate ROM-Pac.
Il computer fu distribuito in Europa dalla ditta CompuData, mentre negli Stati Uniti d'America fu commercializzato anche da Dynasty Computer come Dinasty Smart-Alec Sorcerer.

## Modelli e accessori
Il computer fu realizzato in due modelli differenti: il DP1000-1 e il DP1000-2 (il modello commercializzato da Dynasty Computer era marchiato DP1000-4), quest'ultimo capace di leggere cartucce programmi con un quantitativo doppio di ROM, 16 kB invece di 8 kB. Il sistema operativo CP/M poteva essere utilizzato solo acquistando un modulo di espansione denominato Video/Disk che comprende un display da 12 pollici e due lettori di floppy disk. Un altro modulo di espansione era l'"S-100 Expansion Unit", la cui scheda elettronica permetteva di utilizzare fino a 6 schede S-100. Al computer era allegata una cartuccia contenente il Microsoft BASIC.